# Stazione di Minturno-Scauri
La stazione di Minturno-Scauri è una stazione ferroviaria posta sulla ferrovia Roma-Formia-Napoli a confine delle frazioni di Scauri e di Tremensuoli nel comune di Minturno.

## La storia
La stazione, in considerazione della notevole crescita demografica e turistica della frazione Scauri di Minturno, venne inaugurata il 3 maggio 1892 insieme alla linea ferroviaria Gaeta-Sparanise.
Inizialmente era configurata con due binari passanti ed un binario adibito allo scalo merci; a questa prima configurazione appartenevano i binari 1 e 2, con stretta banchina intermedia senza pensilina e sottopasso.
Inizialmente gestita della Rete Mediterranea, la linea Gaeta-Sparanise, a binario unico, prevedeva tre corse giornaliere, successivamente diventate quattro. Il 1º luglio 1905 passò in gestione alle Ferrovie dello Stato.
Dal 28 ottobre 1927, completata la direttissima Roma-Napoli, la Gaeta-Sparanise perse progressivamente importanza; la stazione di Minturno-Scauri acquisì importanza essendo lo snodo tra la Roma-Napoli e la Formia-Sparanise: la stazione venne ampliata arrivando a sette binari passanti di cui cinque per servizio viaggiatori. Dopo il 1932 la Gaeta-Sparanise viene suddivisa in due tronconi: la stazione ricade nel tratto Formia-Sparanise, a traffico limitato e divenne inutilizzato il binario tra Formia e Minturno dedicato a tale linea.
Nel 1944 la stazione fu distrutta dai tedeschi in ritirata, ma riprese servizio nel 1948, perdendo però la funzione di snodo: non venne più ricostruito infatti il tratto via Santi Cosma e Damiano della Formia-Sparanise.

## Movimento
La stazione è molto frequentata da pendolari e, nel periodo estivo, da turisti e villeggianti. È fermata e capolinea di treni regionali Roma-Napoli.

## Servizi
La stazione dispone di:
- Biglietteria automatica
- Sala d'attesa
- Servizi igienici
- Bar

## Interscambi
- Fermata autobus